# 次後元音
次后元音（near-back vowel）是一种存在于部分语言中的元音。它的特点是舌头的位置稍向后缩，介于央元音和后元音之间。目前被国际音标承认的次后元音只有次閉次後圓唇元音[ʊ]，广泛见于美式英语，如bull, bush。
然而，由丹尼爾·瓊斯和約翰·C·威爾斯製作的主要元音聲學分析顯示，基本上所有的不圓唇後元音（除了[ɑ]以外）在調音時都是次後元音。因此，「次閉後不圓唇元音」與「次閉次後不圓唇元音」兩者間可能沒有本質上的差異。